# Tricholaena vestita
Tricholaena vestita là một loài thực vật có hoa trong họ Hòa thảo. Loài này được (Balf.f.) Stapf & C.E.Hubb. miêu tả khoa học đầu tiên năm 1930.